# John Myles-Mills
John Myles-Mills, född den 19 april 1966, är en före detta friidrottare från Ghana som tävlade i kortdistanslöpning.
Myles-Mills främsta merit är silvermedaljen på 60 meter från inomhus-VM 1989. Han blev även silvermedaljör på 200 meter vid Panafrikanska spelen 1987. Vidare vann han guld på 100 meter vid Afrikanska mästerskapen i friidrott 1988.

## Personliga rekord
- 60 meter - 6,58 från 1989